# یاتسکووو دوورسکیه
یاتسکووو دوورسکیه (به لاتین: Jackowo Dworskie) یک روستا در لهستان است که در گمینا ناشلسک واقع شده‌است.